# Montejo de la Vega de la Serrezuela
Montejo de la Vega de la Serrezuela es un municipio y localidad española de la provincia de Segovia, en la comunidad autónoma de Castilla y León. Cuenta con una población de 124 habitantes (INE 2024).

## Geografía

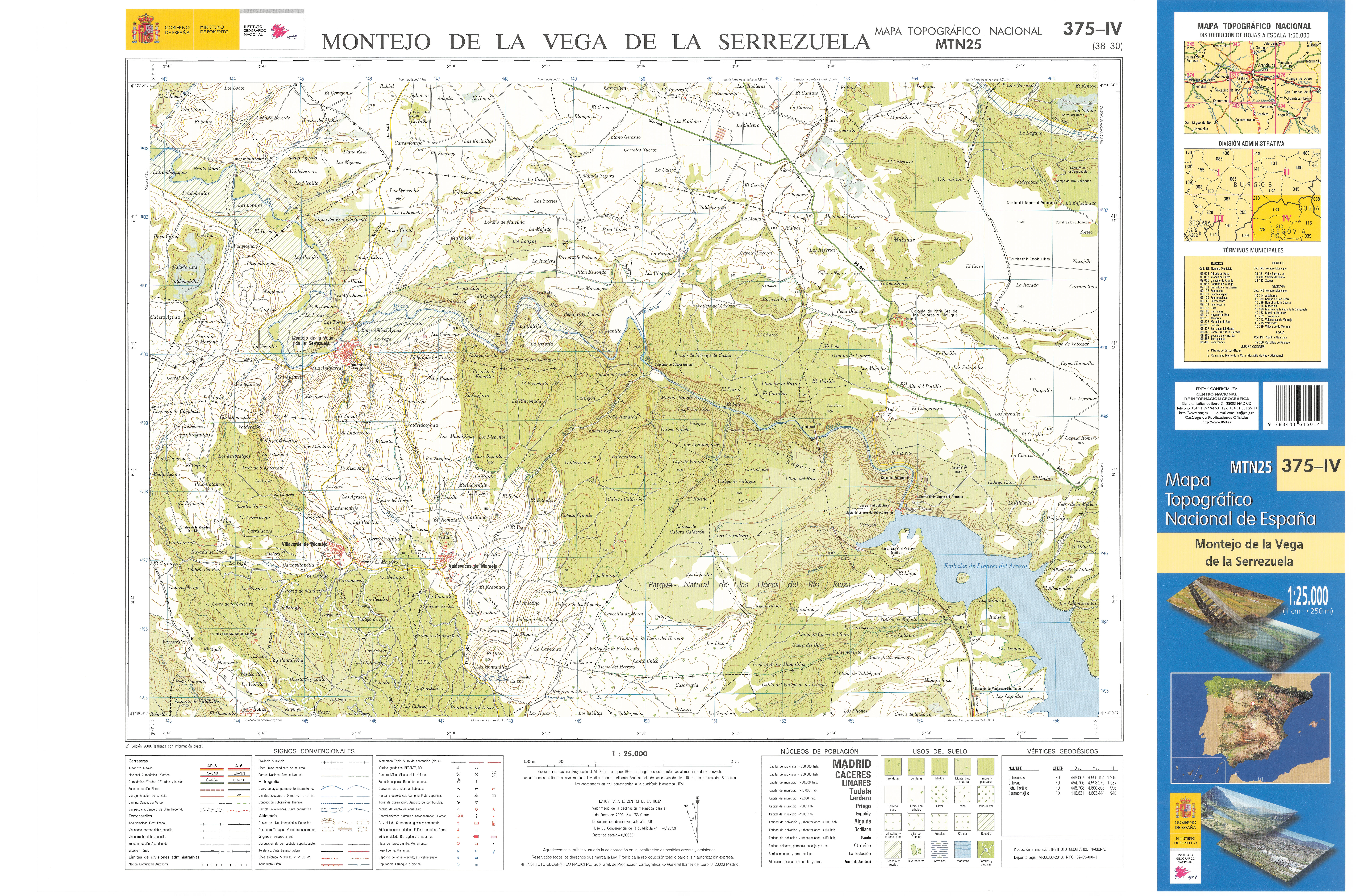
Fragmento de la hoja 375 del Mapa Topográfico Nacional de España de 2008 en el que se representa Montejo de la Vega de la Serrezuela

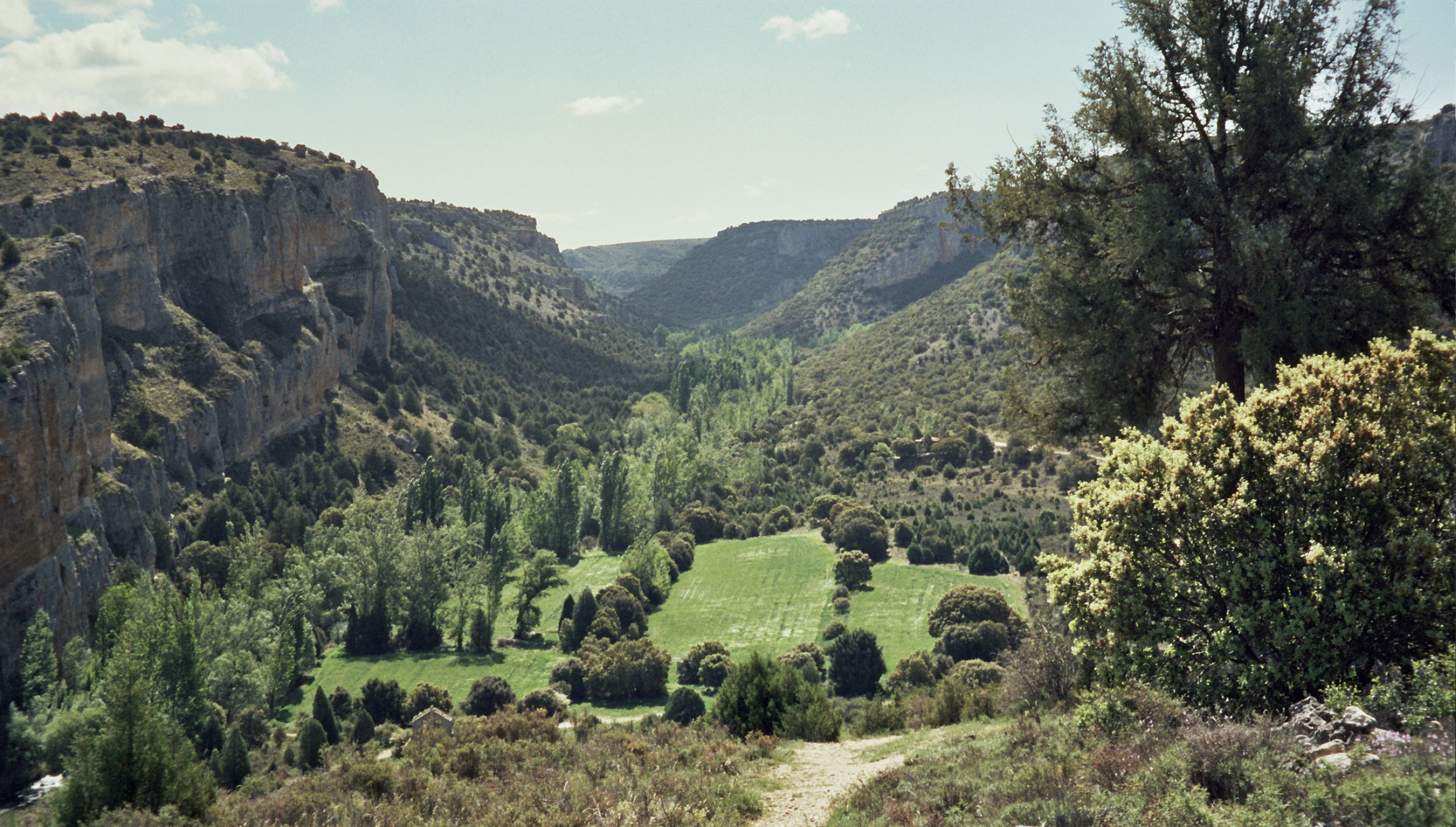
Hoces del Río Riaza a su paso por Montejo de la Vega de la Serrezuela

El municipio tiene una superficie de 27,85 km² y limita con la provincia de Burgos. En él se encuentran las hoces del río Riaza declaradas parque natural (parque natural de Hoces del Río Riaza) y los restos del monasterio de El Casuar incluidos en la Lista roja de patrimonio en peligro.
| Noroeste: Milagros (Burgos)     | Norte: Fuentelcésped (Burgos) | Noreste: Maderuelo |
| Oeste: Pardilla (Burgos)        |                               | Este: Maderuelo    |
| Suroeste: Villaverde de Montejo | Sur: Valdevacas de Montejo    | Sureste: Maderuelo |

## Historia
En 1011 llegó el conde Sancho García cuando se llamaba Montelionem, pero que no fue repoblada hasta el último cuarto del siglo XI con burgaleses del sur, procedentes de Haza y Torregalindo. En 1123 se cita ya como Monteio, añadiéndose el sufijo compuesto de la Vega de la Serrezuela, haciendo referencia a la vega del río Riaza y a la Serrezuela de Pradales.
La villa fue cabeza de la Comunidad de Villa y Tierra de Montejo de la Vega.
En la década de 1959, el antiguo término municipal de Linares del Arroyo quedó repartido entre los municipios de Maderuelo y Montejo de la Vega de la Serrezuela, mientras que su población fue trasladada al término municipal de La Vid en la provincia de Burgos, en agrupamiento provocado oficialmente para la construcción del embalse de Linares.

## Demografía
Cuenta con una población de 124 habitantes (INE 2024).
| Gráfica de evolución demográfica de Montejo de la Vega de la Serrezuela entre 1842 y 2021 |
| |
| Población de derecho según los censos de población del INE. Población de hecho según los censos de población del INE.En 1955 crece el término del municipio porque recibe a una parte de Linares del Arroyo. |

## Administración y política
| Periodo   | Nombre                                                            | Partido | Partido   |
| --------- | ----------------------------------------------------------------- | ------- | --------- |

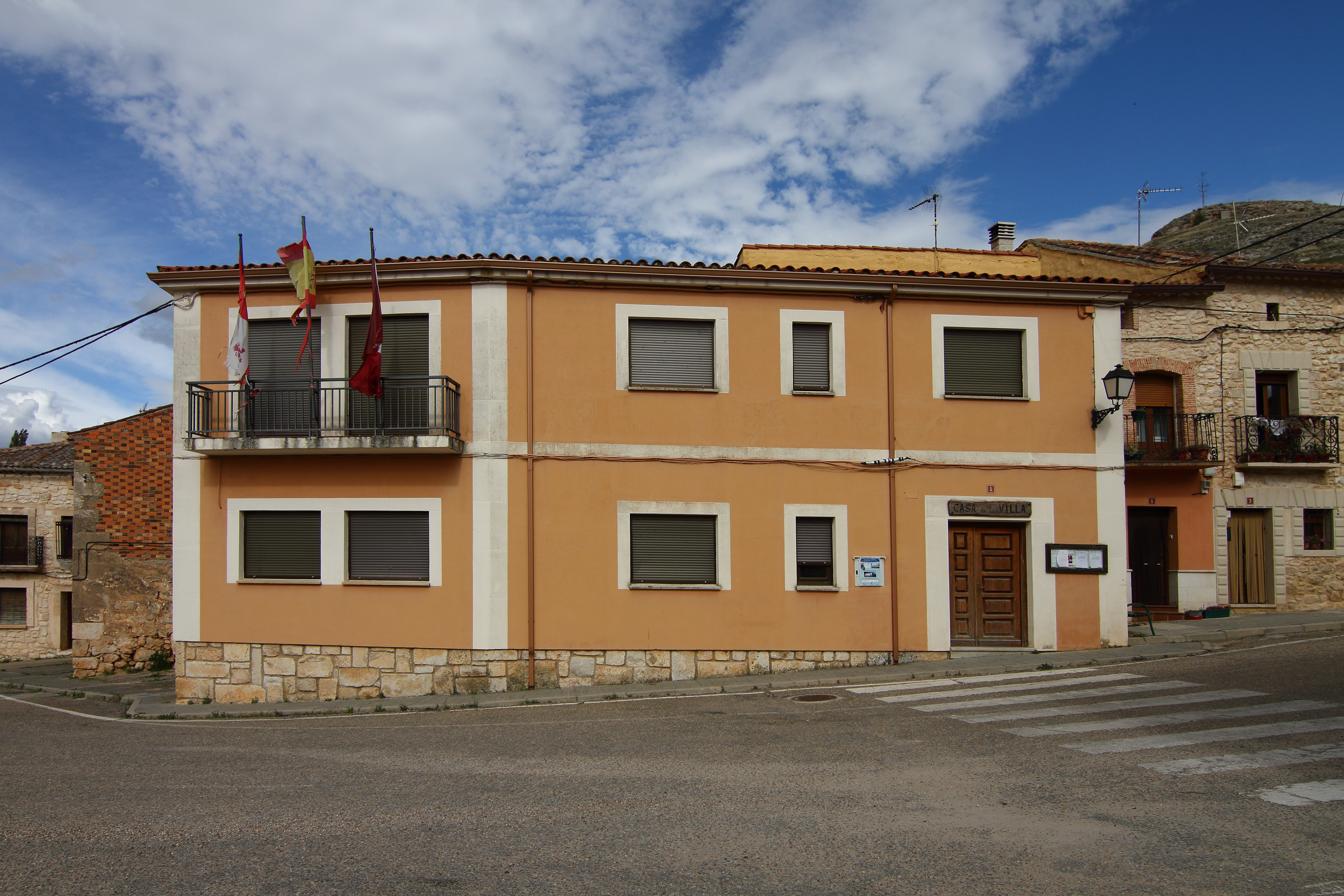
Casa consistorial

| 1979-1983 | Celestino Izquierdo Alonso                                        |         | UCD       |
| 1983-1987 | Celestino Izquierdo Alonso                                        |         | AP-PDP-UL |
| 1987-1991 | José de Blas Sanz (1987-1988) Manuel Izquierdo García (1988-1991) |         | PDP       |
| 1991-1995 | Ana Isabel Encinas Miguel                                         |         | PP        |
| 1995-1999 | Ana Isabel Encinas Miguel                                         |         | PP        |
| 1999-2003 | Juan Carlos Hernando Vicente                                      |         | PP        |
| 2003-2007 | Juan Carlos Hernando Vicente                                      |         | PP        |
| 2007-2011 | Juan Carlos Hernando Vicente                                      |         | PP        |
| 2011-2015 | Luis Martín Moral                                                 |         | PP        |
| 2015-2019 | Luis Martín Moral                                                 |         | PP        |
| 2019-2023 | Luis Martín Moral                                                 |         | PP        |
| 2023-act. | Luis Martín Moral                                                 |         | PP        |

Elecciones a la Diputación Provincial
El municipio pertenece al distrito electoral del partido judicial de Riaza en la Diputación Provincial de Segovia.

## Patrimonio

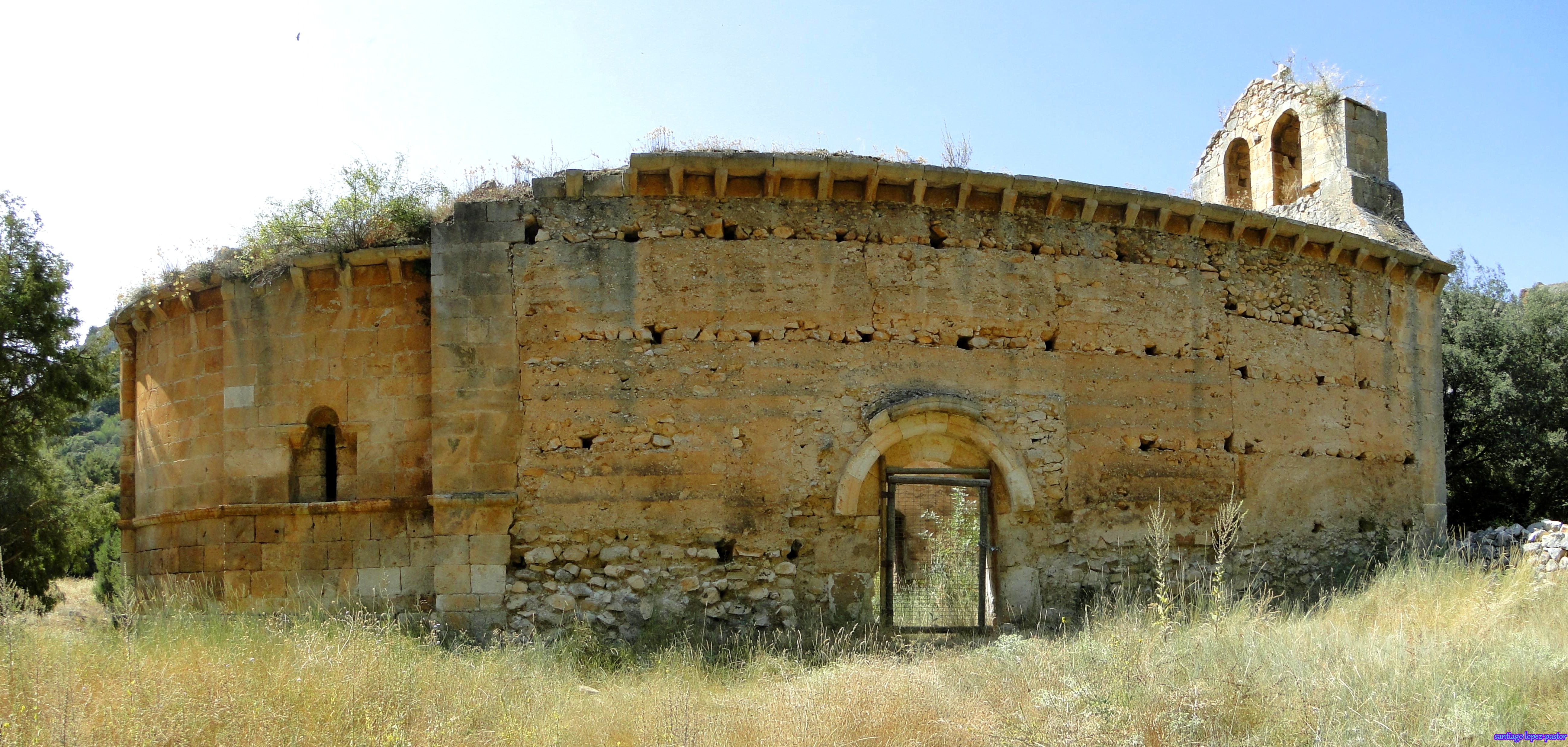
Ruinas de la iglesia de San Martín del Casuar

- Iglesia de San Andrés, con una colección de obras de platería.
- Murallas y ruinas del castillo.
- Ruinas de la antigua Iglesia San Martín Casuar, Bien de Interés Cultural desde 1997.
- Cuevas naturales, como la del Búho, de la Cazorra, y de la Murcielaguera.
- Bodegas subterráneas.
- Ermita de la Virgen del Val.
- Puente Romano sobre el río Riaza.
- Molino hidráulico.[8]

## Fiestas
- El 3 de febrero, fiesta patronal en honor a San Blas;
- El 24 de abril, fiesta local organizada por la Cofradía Virgen del Val en honor a San Marcos;
- La 2.ª semana del mes de agosto, Semana Cultural de Verano y Fiesta de la Juventud.[4]